# Blepisanis fervida
Blepisanis fervida är en skalbaggsart som beskrevs av Francis Polkinghorne Pascoe 1871. Blepisanis fervida ingår i släktet Blepisanis och familjen långhorningar. Inga underarter finns listade.